# サーチナ (時計メーカー)

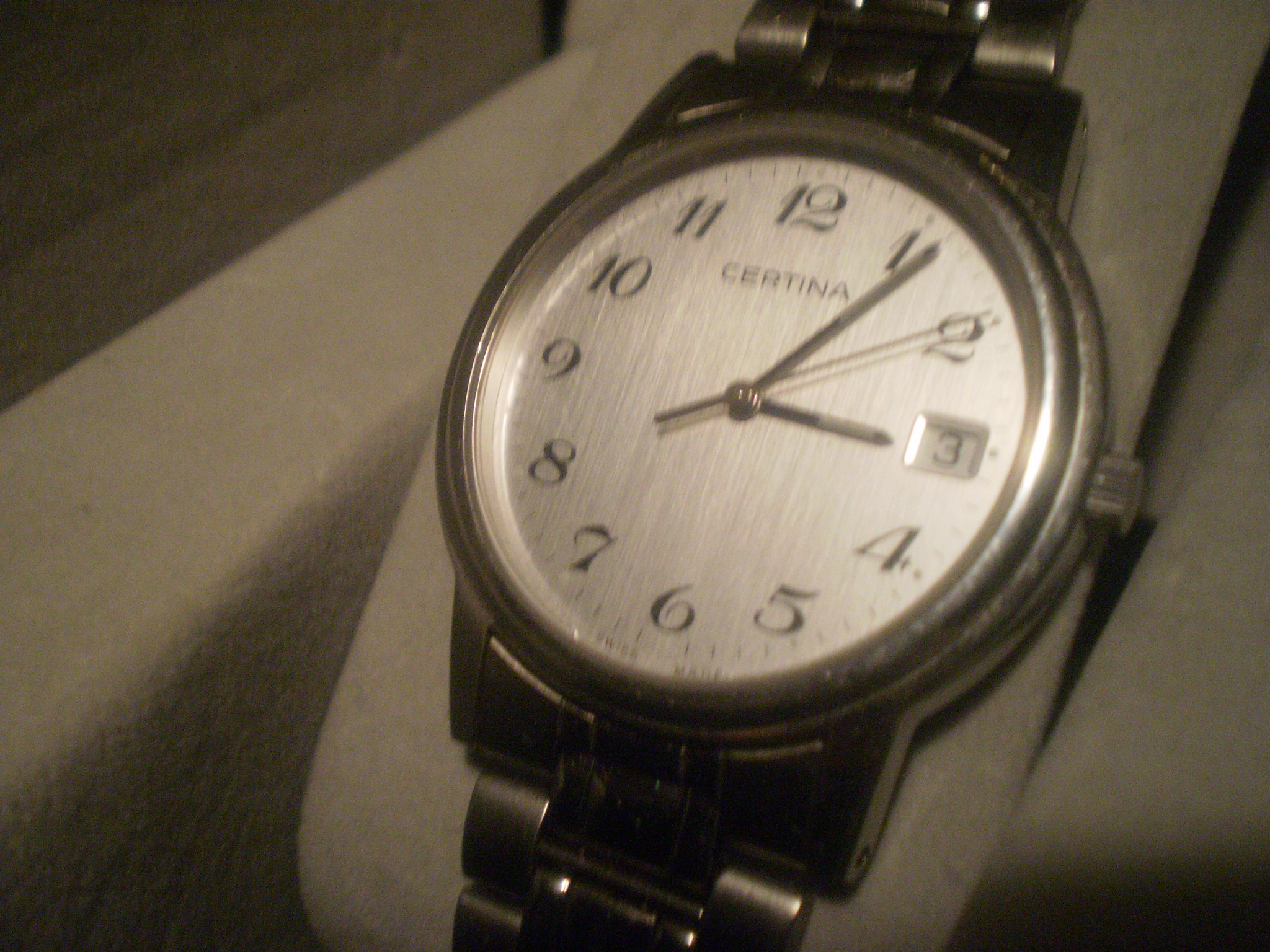
ベーシック

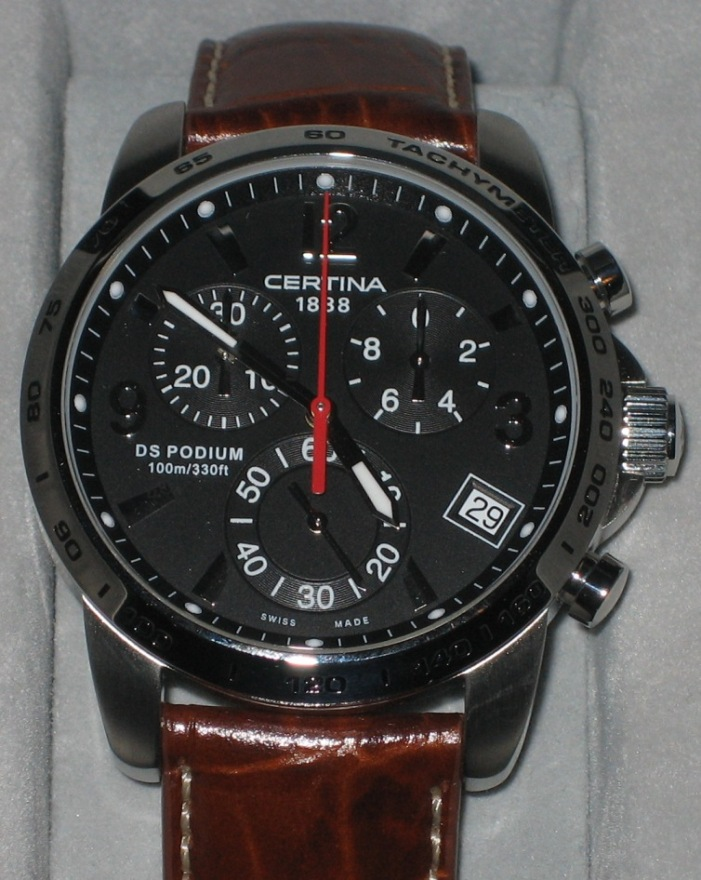
DSポジウム

サーチナ（Certina ) はスイスの腕時計メーカーである。
1888年にアドルフ・クルト (Adolf Kurth ) とアルフレッド・クルト (Alfred Kurth ) 兄弟により、スイスのグレンヘン (Grenchen ) で設立された時計工場が前身である。当初はグラナ (Grana ) という社名であったが、1938年に現社名に変更した。1971年にASUAG（現スウォッチ・グループ）に参加した。グループ内での位置づけによりラインナップはスポーツウォッチが中心であり、ダブル・セキュリティを意味するDSシリーズの発売以降モデル名はDSを冠した物が多い。2005年よりF1チームBMWザウバー、2010年よりザウバーのスポンサーとなっている。